# Podisma
Podisma is een geslacht van rechtvleugeligen uit de familie veldsprinkhanen (Acrididae). De wetenschappelijke naam van dit geslacht is voor het eerst geldig gepubliceerd in 1827 door Berthold.

## Soorten
Het geslacht Podisma omvat de volgende soorten:
- Podisma aberrans Ikonnikov, 1911
- Podisma amedegnatoae Fontana & Pozzebon, 2007
- Podisma cantabricae Morales-Agacino, 1950
- Podisma carpetana Bolívar, 1898
- Podisma eitschbergeri Harz, 1973
- Podisma emiliae Ramme, 1926
- Podisma goidanichi Baccetti, 1959
- Podisma hesperus Hebard, 1936
- Podisma kanoi Storozhenko, 1994
- Podisma lezgina Uvarov, 1917
- Podisma magdalenae Galvagni, 1971
- Podisma miramae Savenko, 1941
- Podisma pedestris Linnaeus, 1758
- Podisma ruffoi Baccetti, 1971
- Podisma sapporensis Shiraki, 1910
- Podisma satunini Uvarov, 1916
- Podisma silvestrii Salfi, 1935
- Podisma syriaca Brunner von Wattenwyl, 1861
- Podisma teberdina Ramme, 1951
- Podisma tyatiensis Bugrov & Sergeev, 1997
- Podisma uvarovi Ramme, 1926